# Верхівнянська сільська рада
Верхівнянська сільська рада (інколи — Верховенська сільська рада) — колишня адміністративно-територіальна одиниця та орган місцевого самоврядування у Вчорайшенському, Попільнянському і Ружинському районах, Бердичівської округи, Київської і Житомирської областей УРСР та України з адміністративним центром у с. Верхівня.

## Населені пункти
Сільській раді були підпорядковані населені пункти:
- с. Верхівня
- с. Мусіївка

## Населення
Відповідно до перепису населення СРСР, на 17 грудня 1926 року чисельність населення ради становила 2 742 особи, з них за статтю: чоловіків — 1 319, жінок — 1 428; етнічний склад: українців — 2 599, росіян — 10, євреїв — 120, поляків — 10, інші — 3. Кількість домогосподарств — 615, з них, несільського типу — 43.
Відповідно до результатів перепису населення СРСР, кількість населення ради, станом на 12 січня 1989 року, становила 1 872 особи.
Станом на 5 грудня 2001 року, відповідно до перепису населення України, кількість мешканців сільської ради становила 1 422 особи.

## Склад ради
Рада складалася з 16 депутатів та голови.

### Керівний склад сільської ради
| ПІБ                            | Основні відомості                                                               | Дата обрання | Дата звільнення |
| ------------------------------ | ------------------------------------------------------------------------------- | ------------ | --------------- |
| Гуменюк Анатолій Володимирович | Сільський голова, 1963 року народження, освіта, безпартійний                    | 26.03.2006   | 31.10.2010      |
| Гуменюк Анатолій Володимирович | Сільський голова, 1963 року народження, освіта середня спеціальна, безпартійний | 31.10.2010   |                 |

Примітка: таблиця складена за даними джерела

## Історія
Створена 1923 року в с. Верхівня Верхівнянської волості Сквирського повіту Київської губернії. Станом на 17 грудня на обліку в раді значиться лісова сторожка Верховенська.
Станом на 1 вересня 1946 року сільрада входила до складу Вчорайшенського району Житомирської області, на обліку в раді перебувало с. Верхівня.
5 березня 1959 року до складу ради приєднано села Мусіївка, Бистріївка та хутір Жарки ліквідованих Бистріївської та Мусіївської сільських рад Ружинського району. 9 жовтня 1961 року х. Жарки увійшов до складу Андрушківської сільської ради Попільнянського району. 10 березня 1966 року с. Бистріївка відійшла до складу відновленої Бистріївської сільської ради.
Станом на 1 січня 1972 року сільрада входила до складу Ружинського району Житомирської області, на обліку в раді перебували села Верхівня та Мусіївка.
Виключена з облікових даних 17 липня 2020 року. Територію та населені пункти ради, відповідно до розпорядження Кабінету Міністрів України № 711-р від 12 червня 2020 року «Про визначення адміністративних центрів та затвердження територій територіальних громад Житомирської області», включено до складу Ружинської селищної територіальної громади Бердичівського району Житомирської області.
Входила до складу Ружинського (7.03.1923 р., 28.11.1957 р., 4.01.1965 р.), Вчорайшенського (13.02.1935 р.) та Попільнянського (30.12.1962 р.) районів.